# Коло гаю, в чистім полі…
«Коло гаю, в чистім полі…» — вірш Тараса Шевченка, написаний на засланні 1848 року, на Косаралі.

## Написання
Збереглося кілька чистових автогрфів вірша: у «Малій книжці» і у «Більшій книжці». Автографи не датовано. Вірш датується дослідниками за місцем автографа у «Малій книжці» серед творів 1848 року та часом зимівлі Аральської описової експедиції 1848—1849 років на Косаралі, орієнтовно: кінець вересня—грудень 1848 року, та місцем написання Косарал.
Найраніший відомий текст — чистовий автограф у «Малій книжці», до якої баладу переписано під № 25 у шостому зшитку за 1848 рік, орієнтовно наприкінці 1849-го чи на початку 1850 року (до арешту 23 квітня), з невідомого ранішого автографа. У 1858 році, не раніше 18 березня і не пізніше 22 липня, Шевченко переніс з «Малої книжки» до «Більшої книжки» доопрацьований текст твору, замінивши кілька рядків й окремі слова в рядках.
Найімовірніше, з «Малої книжки» баладу переписано до рукописного списку невідомої особи з окремими виправленнями Шевченка кінця 1850-х років, що належав Л. Жемчужникову і не зберігся. Деякі відміни цього списку подав О. Кониський. Відзначені ним варіанти в баладі «Коло гаю в чистім полі..» збігаються з текстом «Малої книжки», проте їх менше (зафіксовано варіанти у рядках 26 — 27, 29, 31 — 32).

## Публікація
Першодрук вірша у журналі «Основа» 1862 року (№ 9, стор. 1 — 2) здійснено за «Більшою книжкою» з неточностями в рядках 13, 19, 26, 28, 35.
Вперше вірш введено до збірки творів у виданні: «Кобзарь Тараса Шевченка / Коштом Д. Е Кожанчикова» 1867 року (СПб., стор. 273 — 274) і того ж року за цим виданням у книжці: «Поезії Тараса Шевченка» (Львів, том 2, стор. 203 — 204). Публікація вірша у «Кобзарі» 1867 року близька до тексту «Основи».
Відомі дослідникам списки твору походять від публікації в «Основі»: у збірці «Сочинения Т. Г. Шевченка» (1862); у рукописному «Кобзарі» (1865), переписаному Д. Демченком; у збірці «Барвінок. Пісні, вірші та байки» (1863), складеній А. Фесенком тощо.

## Сюжет
В основі сюжету твору — фольклорні мотиви суперництва у коханні, отруєння дівчиною зрадливого хлопця та перетворення її на тополю. Отже, ситуаційне підґрунтя метаморфози зовсім інше, ніж у баладі «Тополя», де також наявний цей мотив. Серед прототипів балади — народні пісні «Ой не ходи, Грицю, та й на вечорниці...» (поет згадує її в «Перебенді», «Катерині», «Гайдамаках», «До Основ'яненка», «Мар'яні-черниці», у повісті «Близнецы»), «Ой у полі дві тополі...», «Шелесть, шелесть по долині...».